# بونتيفول
بونتيفول (يوتا) (بالإنجليزية: Bountiful, Utah)‏ هي مدينة تقع في الولايات المتحدة في مقاطعة دافيز. يقدر عدد سكانها بـ 42,898 نسمة ومساحتها 34.9 كم2 وترتفع عن سطح البحر 1,462 متر.

## التركيبة السكانية
حدّد مكتب تعداد الولايات المتحدة بيانات التركيبة السكانية لبونتيفول في تعداد الولايات المتحدة. في ما يلي، التركيبة السكانية حسب تعدادي 2000 و2010.

### تعداد عام 2000
بلغ عدد سكان بونتيفول 41,301 نسمة بحسب تعداد عام 2000، وبلغ عدد الأسر 13,341 أسرة وعدد العائلات 10,766 عائلة مقيمة في المدينة. في حين سجلت الكثافة السكانية 1,206.6 نسمة لكل كيلومتر مربع (3,125.1/ميل2). وبلغ عدد الوحدات السكنية 13,819 وحدة بمتوسط كثافة قدره 403.7 لكل كيلومتر مربع (1,045.6/ميل2).
وتوزع التركيب العرقي للمدينة بنسبة 95.56% من البيض و0.24% من الأمريكيين الأفارقة و0.27% من الأمريكيين الأصليين و1.15% من الأمريكيين ذوي الأصول الآسيوية و0.32% من سكان جزر المحيط الهادئ و1.12% من الأعراق الأخرى و1.34% من عرقين مختلطين أو أكثر و2.90% من الهسبانيون أو اللاتينيون من أي عرق.
بلغ عدد الأسر 13,341 أسرة كانت نسبة 41.2% منها لديها أطفال تحت سن الثامنة عشر تعيش معهم، وبلغت نسبة الأزواج القاطنين مع بعضهم البعض 69.3% من أصل المجموع الكلي للأسر، ونسبة 8.9% من الأسر كان لديها معيلات من الإناث دون وجود شريك، بينما كانت نسبة 2.5% من الأسر لديها معيلون من الذكور دون وجود شريكة وكانت نسبة 19.3% من غير العائلات. تألفت نسبة 16.7% من أصل جميع الأسر من عدة أفراد يعيشون في نفس المنزل ونسبة 7.6% كانت تتألف من شخص يعيش بمفرده يبلغ من العمر 65 عاماً أو أكثر. وبلغ متوسط حجم الأسرة المعيشية 3.05، أما متوسط حجم العائلات فبلغ 3.46.
بلغ العمر الوسطي للسكان 32.5 عاماً. وكانت نسبة 29.7% من القاطنين تحت سن الثامنة عشر، وكانت نسبة 11.6% بين الثامنة عشر والرابعة والعشرين عاماً، ونسبة 23.8% كانت واقعةً في الفئة العمرية ما بين الخامسة والعشرين والرابعة والأربعين عاماً، ونسبة 20.4% كانت ما بين الخامسة والأربعين والرابعة والستين، ونسبة 13.2% كانت ضمن فئة الخامسة والستين عاماً فما فوق. يوجد لكل 100 أنثى 95.6 ذكر، ويوجد لكل 100 أنثى في الثامنة عشر من عمرها فما فوق 92.6 ذكر.
بلغ متوسط دخل الأسرة في المدينة 55,993 دولارًا، أما متوسط دخل العائلة فبلغ 62,905 دولارًا. وكان متوسط دخل الذكور 45,420 دولارًا مقابل 27,354 دولارًا للإناث. وسجل دخل الفرد الخاص بالمدينة 23,967 دولارًا. وكانت نسبة 3% من العائلات ونسبة 4% من السكان تحت خط الفقر، وكان من هؤلاء نسبة 5.2% تحت سن الثامنة عشر ونسبة 4.2% في الخامسة والستين من العمر وما فوق.

### تعداد عام 2010
بلغ عدد سكان بونتيفول 42,552 نسمة بحسب تعداد عام 2010، وبلغ عدد الأسر 14,504 أسرة وعدد العائلات 11,078 عائلة مقيمة في المدينة. في حين سجلت الكثافة السكانية 1,243.1 نسمة لكل كيلومتر مربع (3,219.6/ميل2). وبلغ عدد الوحدات السكنية 15,193 وحدة بمتوسط كثافة قدره 443.9 لكل كيلومتر مربع (1,149.7/ميل2).
وتوزع التركيب العرقي للمدينة بنسبة 93.13% من البيض و0.55% من الأمريكيين الأفارقة و0.36% من الأمريكيين الأصليين و1.40% من الأمريكيين ذوي الأصول الآسيوية و0.91% من سكان جزر المحيط الهادئ و1.77% من الأعراق الأخرى و1.88% من عرقين مختلطين أو أكثر و4.86% من الهسبانيون أو اللاتينيون من أي عرق.
بلغ عدد الأسر 14,504 أسرة كانت نسبة 37% منها لديها أطفال تحت سن الثامنة عشر تعيش معهم، وبلغت نسبة الأزواج القاطنين مع بعضهم البعض 64.1% من أصل المجموع الكلي للأسر، ونسبة 8.8% من الأسر كان لديها معيلات من الإناث دون وجود شريك، بينما كانت نسبة 3.5% من الأسر لديها معيلون من الذكور دون وجود شريكة وكانت نسبة 23.6% من غير العائلات. تألفت نسبة 20.4% من أصل جميع الأسر من عدة أفراد يعيشون في نفس المنزل ونسبة 9.9% كانت تتألف من شخص يعيش بمفرده يبلغ من العمر 65 عاماً أو أكثر. وبلغ متوسط حجم الأسرة المعيشية 2.91، أما متوسط حجم العائلات فبلغ 3.40.
بلغ العمر الوسطي للسكان 34.2 عاماً. وكانت نسبة 28.7% من القاطنين تحت سن الثامنة عشر، وكانت نسبة 8.9% بين الثامنة عشر والرابعة والعشرين عاماً، ونسبة 23.8% كانت واقعةً في الفئة العمرية ما بين الخامسة والعشرين والرابعة والأربعين عاماً، ونسبة 22.3% كانت ما بين الخامسة والأربعين والرابعة والستين، ونسبة 16.3% كانت ضمن فئة الخامسة والستين عاماً فما فوق. وتوزع التركيب الجنسي للسكان بنسبة 48.8% ذكور و51.2% إناث.

## أعلام
- بات بريست
- جيمس إي. رايلي
- بيتي ميلر
- هارون رودريك
- ديكسون إم. ودبيري
- دوغ فابريتسيو
- كين كورتيس
- تشارلز رندل مابي
- جون نورييغا
- أل تيت